# Esecuzione di Franz Seuboldt

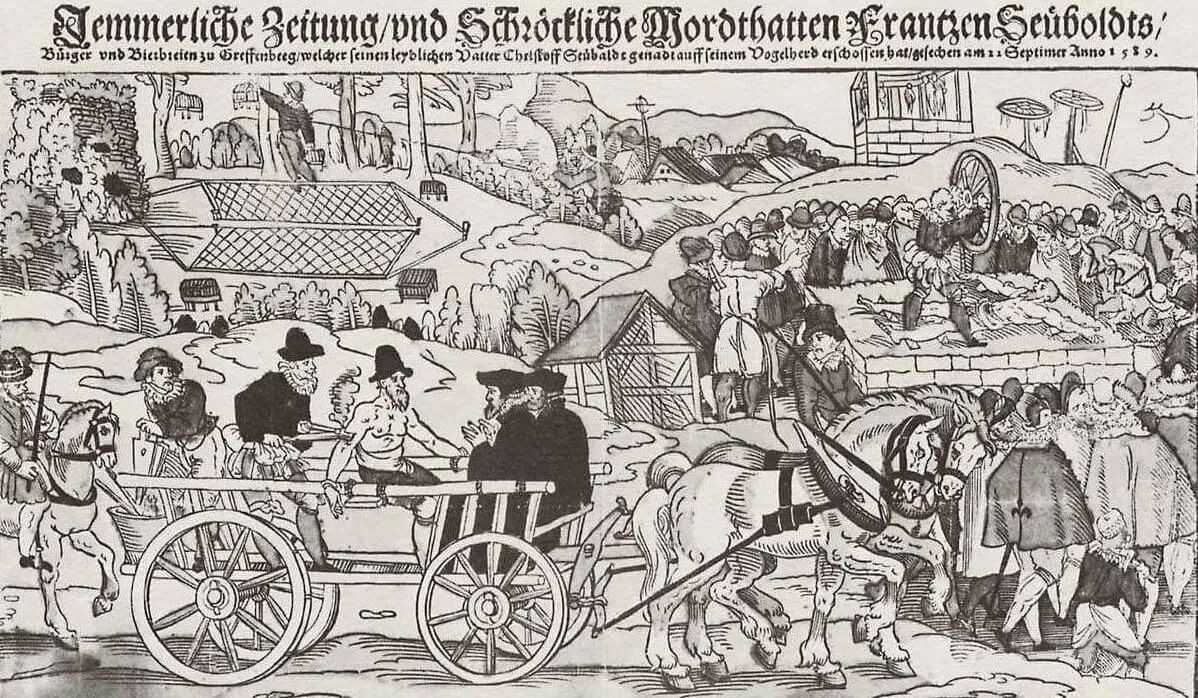
Esecuzione di Franz Seuboldt illustrata dal boia Franz Schmidt

L'esecuzione di Franz Seuboldt è un'esecuzione capitale avvenuta nel 1588 a Norimberga, nota in quanto documentata e illustrata nel diario del boia Franz Schmidt e in altri documenti dell'epoca.

## Franz Seuboldt
Nato a Norimberga di Strahlenfels e cittadino di Gräfenberg, era figlio dell'amministratore del castello di Osternohe. Aveva tentato nel 1587 di uccidere suo padre per ben due volte avvelenandolo ma senza successo e non era stato possibile risalire a lui nel tentato omicidio. 
L'anno successivo aveva invece teso un agguato al suo padre nascondendosi dietro una roccia e occultandosi con dei rami. Quando il padre era sopraggiunto per recuperare gli uccelli che erano caduti nelle trappole che aveva preparato, lo uccise alle spalle con un colpo di archibugio in testa. Il padre morì il giorno dopo. 
Sfortunatamente nella fuga aveva perso un guanto che aveva fatto riparare da un sarto di Gräfenberg. Una donna lo aveva ritrovato e identificato il proprietario. 
Schmidt non menzionò mai nel diario il motivo di quest'atto, ma in quel periodo il parricidio era equiparato al regicidio soprattutto se premeditato o se tentato più volte. 
Agata Petrl, che presenziò casualmente all'omicidio riconobbe l'omicida proprio come suo figlio. Nel 1589 fu arrestato, condotto a Norimberga e condannato a morte tramite il supplizio della ruota. 

## Esecuzione
L'esecuzione fu eseguita la mattina del 21 settembre a Norimberga dal boia Franz Schmidt. Questa fu una delle esecuzioni di maggiore rilevanza per il noto boia di Norimberga, descritta dallo stesso nel suo libro. 
Come era prassi dell'epoca la sentenza fu letta a Franz Seuboldt nella pubblica piazza di fronte a tutta la popolazione, quindi fu condotto ad essere trasportato tramite un carro per il bestiame per tutta Norimberga e torturato durante il trasporto pizzicando il corpo con una tenaglia rovente tenuta dal boia che gli strappava pezzi di carne.

Giunti sotto la "rabenstein", il boia lo ustionò gravemente in volto con una tenaglia ardente a tal punto da sfigurarlo irreparabilmente, quindi applicò il supplizio della ruota che serviva a facilitare la rottura degli arti. Nel suo caso solo due di questi fino a colpo di grazia dato sullo sterno. 
"Gli praticò un taglio sul ventre con una spada corta che teneva nel fodero, lo bendò e lo fissò ad una ruota in legno di quercia fabbricata una settimana prima su misura rispetto al condannato. Successivamente con un bastone gli frantumò il femore, entrambe le rotule, la tibia, la clavicola e i polsi. Fu colpito infine sullo sterno e subito dopo strangolato con una corda" (Johannes Stumpf,1589). 
Tutta l'esecuzione fu eseguita davanti ad una folla di persone, comprese donne e bambini. Molto probabilmente i bambini assistevano cantando inni. 
Franz Seuboldt rimase appeso sulle mura di Norimberga fino a quando Filippo Guglielmo di Baviera ordinò di rimuoverlo a causa del forte tanfo che emanava la salma. Il suo corpo fu buttato nel Pegnitz.

## Importanza storica
L'esecuzione di Franz Seuboldt ha valore storico perché è stata dettagliatamente documentata e illustrata sia dal diario del boia sia da stampe del periodo per cui viene spesso citata da studi storici sulle esecuzioni capitali.
Colpisce inoltre la presenza della folla ad assistere alla tortura e all'esecuzione finale che richiama in mente le esecuzioni nelle arene effettuate nell'Impero romano.